# Voltin niz
Voltin niz, Voltin učinak ili Voltin efekt je pojava električnog napona na dodirnim površinama dvaju različitih metala, koju je A. Volta otkrio 1793. Ako se dvije fino polirane ploče, na primjer od cinka i bakra, s izoliranim dršcima, polože jedna na drugu i zatim naglo rastave, elektrometrom se može pokazati da je između njih postojao električni napon, to jest da su ploče imale različite električne naboje. Volta je s obzirom na tu pojavu poredao metale u takozvani naponski niz: 
- cink,
- olovo,
- kositar,
- željezo,
- bakra,
- srebro,
- zlato,
- platina,

pri čem je svaki navedeni metal elektropozitivniji od sljedećega (Voltin niz). Uzrok su toj pojavi slobodni elektroni u metalima koji na mjestima dodira ploča prelaze iz jednoga metala u drugi. Ako na primjer iz prvoga metala prelazi više elektrona u drugi nego iz drugoga u prvi, onda će prvi metal postati pozitivno nabijen, a drugi negativno. Veličina tako nastaloga električnog napona među metalima ovisi o razlici u veličini rada potrebnoga da se elektron oslobodi s površine svakoga od tih dvaju metala. Metal kod kojega je potreban veći rad za izbijanje elektrona iz površine bit će negativno nabijen.
U kemiji je pak to poredak metala po sposobnosti da jedni druge reduciraju ili oksidiraju iz otopine. Manje plemeniti metali reduciraju plemenitije metale iz otopina njihovih soli. Najmanje plemenit metal reducira sve ostale, dok njega iz otopine njegovih iona ne može nijedan. Uzrok su toj pojavi slobodni elektroni u metalima koji na mjestima dodira ploča prelaze iz jednoga metala u drugi. Ako na primjer iz cinka prelazi više elektrona u olovo, nego li iz olova u cink, onda će cink postati pozitivno nabijen, a drugi negativno. 

## Voltin članak
Voltin članak najstariji je tip galvanskoga članka. Sastoji se od cinkove i bakrene elektrode koje su uronjene u razrijeđenu sumpornu kiselinu. Difuzijom iona stvara se napon polarizacije između metala i otopine, koji za cink iznosi –0,76 V, a za bakar + 0,34 V. Razlika napona između elektroda iznosi 1,10 V, a to je napon koji se može dobiti iz Voltina članka. Voltin članak nije prikladan kao stalni izvor struje, jer se u njem, zbog polarizacije elektroda, protjecanjem struje stvara suprotni napon, koji kroz kratko vrijeme snizi nominalni napon od 1,10 V na neznatnu vrijednost.

## Prošireni Voltin niz
Standardni elektrodni potencijal (E°) određen je mjerenjem relativnih elektrodnih potencijala uz standardne uvjete (aktivitet 1, tlak 101 325 Pa i temperatura 25 °C) prema standardnoj vodikovoj elektrodi.
| Kemijski element | oksidacijski oblik | + z e− ⇌ | reducirajući oblik | Standardni elektrodni potencijal (E°) |
| ---------------- | ------------------ | -------- | ------------------ | ------------------------------------- |
| Fluor (F)        | F2                 | + 2 e− ⇌ | 2 F−               | +2,87 V                               |
| Sumpor (S)       | S2O82−             | + 2 e− ⇌ | 2 SO42−            | +2,00 V                               |
| Kisik (O)        | H2O2 + 2 H3O+      | + 2 e− ⇌ | 4 H2O              | +1,78 V                               |
| Zlato (Au)       | Au+                | + 2 e− ⇌ | Au                 | +1,69 V                               |
| Zlato (Au)       | Au3+               | + 3 e− ⇌ | Au                 | +1,50 V                               |
| Zlato (Au)       | Au2+               | + 2 e− ⇌ | Au                 | +1,40 V                               |
| Zlato (Cl)       | Cl2                | + 2 e− ⇌ | 2 Cl−              | +1,36 V                               |
| Klor (Cr)        | Cr6+               | + 3 e− ⇌ | Cr3+               | +1,33 V                               |
| Kisik (O)        | O2 + 4 H+          | + 4 e− ⇌ | 2 H2O              | +1,23 V                               |
| Platina (Pt)     | Pt2+               | + 2 e− ⇌ | Pt                 | +1,20 V                               |
| Brom (Br)        | Br2                | + 2 e− ⇌ | 2 Br−              | +1,07 V                               |
| Nikal (Ni)       | NiO2 + 2 H2O       | + 2 e− ⇌ | Ni (OH)2 + 2 OH−   | +0,98 V                               |
| Paladij (Pd)     | Pd2+               | + 2 e− ⇌ | Pd                 | +0,85 V                               |
| Živa (Hg)        | Hg2+               | + 2 e− ⇌ | Hg                 | +0,85 V                               |
| Srebro (Ag)      | Ag+                | + 2 e− ⇌ | Ag                 | +0,80 V                               |
| Željezo (Fe)     | Fe3+               | + 2 e− ⇌ | Fe2+               | +0,77 V                               |
| Jod (I)          | I2                 | + 2 e− ⇌ | 2 I−               | +0,53 V                               |
| Bakar (Cu)       | Cu+                | + 2 e− ⇌ | Cu                 | +0,52 V                               |
| Kisik (O)        | O2 + 2 H2O         | + 4 e− ⇌ | 4 OH−              | +0,40 V                               |
| Željezo (Fe)     | [Fe (CN)6]3−       | + 2 e− ⇌ | [Fe (CN)6]4−       | +0,36 V                               |
| Bakar (Cu)       | Cu2+               | + 2 e− ⇌ | Cu                 | +0,35 V                               |
| Bakar (Cu)       | Cu2+               | + 2 e− ⇌ | Cu+                | +0,16 V                               |
| Kositar (Sn)     | Sn4+               | + 2 e− ⇌ | Sn2+               | +0,15 V                               |
| Vodik (H)        | 2 H+               | + 2 e− ⇌ | H2                 | +0 V                                  |
| Željezo (Fe)     | Fe3+               | + 3 e− ⇌ | Fe                 | −0,04 V                               |
| Volfram (W)      | WO2 + 4 H+         | + 4 e− ⇌ | W + 2 H2O          | −0,119 V                              |
| Olovo (Pb)       | Pb2+               | + 2 e− ⇌ | Pb                 | −0,13 V                               |
| Kositar (Sn)     | Sn2+               | + 2 e− ⇌ | Sn                 | −0,14 V                               |
| Molibden (Mo)    | Mo3+               | + 3 e− ⇌ | Mo                 | −0,20 V                               |
| Nikal (Ni)       | Ni2+               | + 2 e− ⇌ | Ni                 | −0,23 V                               |
| Kobalt (Co)      | Co2+               | + 2 e− ⇌ | Co                 | −0,28 V                               |
| Talij (Tl)       | Tl+                | + 2 e− ⇌ | Tl                 | −0,34 V                               |
| Indij (In)       | In3+               | + 3 e− ⇌ | In                 | −0,34 V                               |
| Kadmij (Cd)      | Cd2+               | + 2 e− ⇌ | Cd                 | −0,40 V                               |
| Željezo (Fe)     | Fe2+               | + 2 e− ⇌ | Fe                 | −0,41 V                               |
| Sumpor (S)       | S                  | + 2 e− ⇌ | S2−                | −0,48 V                               |
| Krom (Cr)        | Cr3+               | + 3 e− ⇌ | Cr                 | −0,76 V                               |
| Cink (Zn)        | Zn2+               | + 2 e− ⇌ | Zn                 | −0,76 V                               |
| Voda             | 2 H2O              | + 2 e− ⇌ | H2 + 2 OH−         | −0,83 V                               |
| Bor (B)          | B (OH)3 + 3 H3O+   | + 3 e− ⇌ | B + 6 H2O          | −0,89 V                               |
| Krom (Cr)        | Cr2+               | + 2 e− ⇌ | Cr                 | −0,91 V                               |
| Niobij (Nb)      | Nb3+               | + 3 e− ⇌ | Nb                 | −1,099 V                              |
| Vanadij (V)      | V2+                | + 2 e− ⇌ | V                  | −1,17 V                               |
| Mangan (Mn)      | Mn2+               | + 2 e− ⇌ | Mn                 | −1,18 V                               |
| Titanij (Ti)     | Ti3+               | + 3 e− ⇌ | Ti                 | −1,21 V                               |
| Aluminij (Al)    | Al3+               | + 3 e− ⇌ | Al                 | −1,66 V                               |
| Titanij (Ti)     | Ti2+               | + 2 e− ⇌ | Ti                 | −1,77 V                               |
| Berilij (Be)     | Be2+               | + 2 e− ⇌ | Be                 | −1,85 V                               |
| Magnezij (Mg)    | Mg2+               | + 2 e− ⇌ | Mg                 | −2,362 V                              |
| Cerij (Ce)       | Ce3+               | + 3 e− ⇌ | Ce                 | −2,483 V                              |
| Lantan (La)      | La3+               | + 3 e− ⇌ | La                 | −2,522 V                              |
| Natrij (Na)      | Na+                | + 2 e− ⇌ | Na                 | −2,71 V                               |
| Kalcij (Ca)      | Ca2+               | + 2 e− ⇌ | Ca                 | −2,87 V                               |
| Stroncij (Sr)    | Sr2+               | + 2 e− ⇌ | Sr                 | −2,89 V                               |
| Barij (Ba)       | Ba2+               | + 2 e− ⇌ | Ba                 | −2,92 V                               |
| Kalij (K)        | K+                 | + 2 e− ⇌ | K                  | −2,92 V                               |
| Cezij (Cs)       | Cs+                | + 2 e− ⇌ | Cs                 | −2,92 V                               |
| Rubidij (Rb)     | Rb+                | + 2 e− ⇌ | Rb                 | −2,98 V                               |
| Litij (Li)       | Li+                | + 2 e− ⇌ | Li                 | −3,04 V                               |